# Museum Maluku
Het Museum Maluku (Moluks Historisch Museum) is een museum in de Nederlandse stad Den Haag. 
Het museum stelt zich ten doel het (eigentijdse) erfgoed van de Molukse gemeenschap te verzamelen, te onderzoeken, te bewaren en te presenteren, om hiermee de emancipatie van de Molukse gemeenschap te stimuleren. Naast een vaste collectie biedt het museum regelmatige wisseltentoonstellingen en publieke programmering met bijvoorbeeld een vodcast, en een online talkshow.

## Geschiedenis

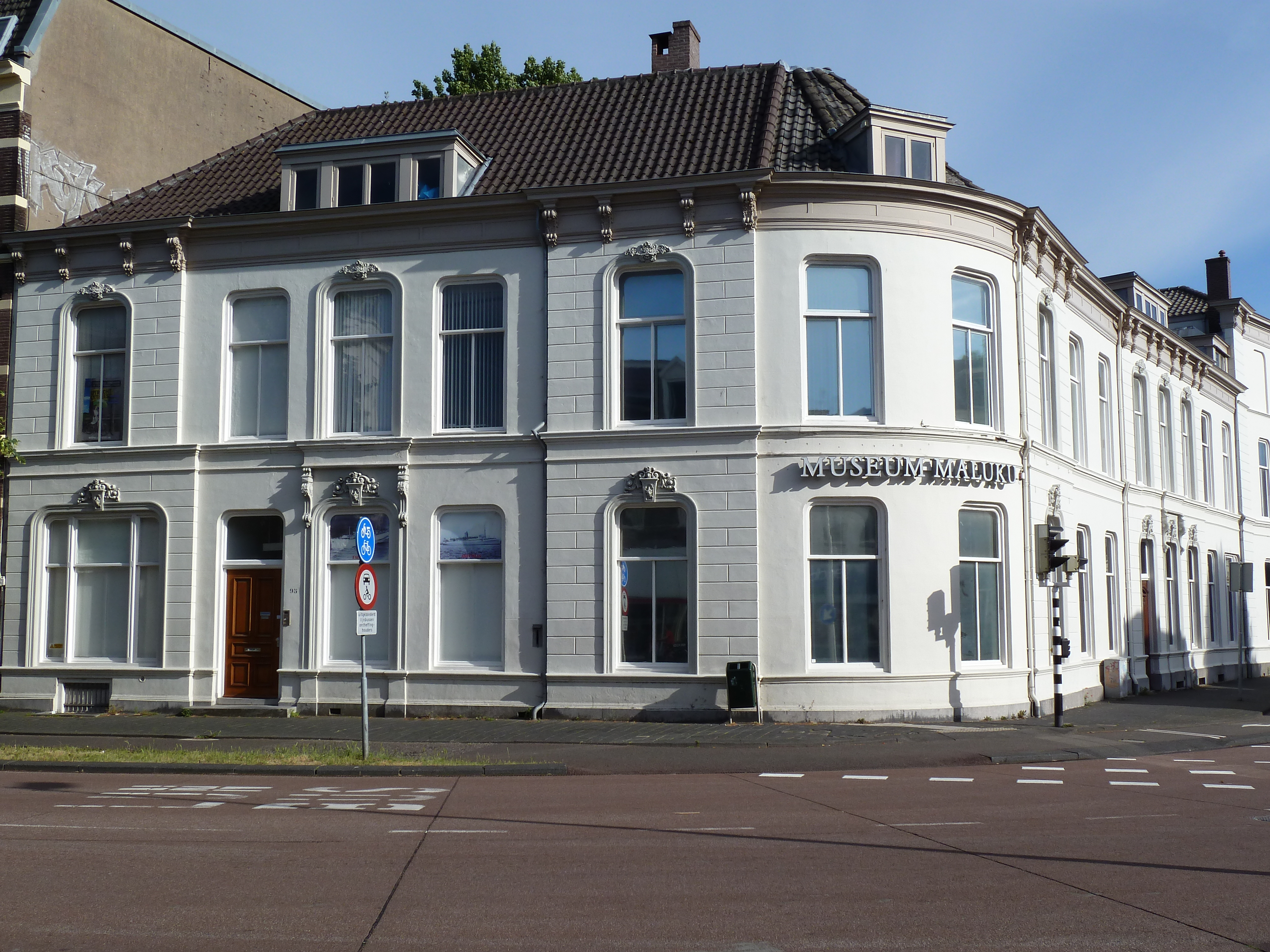
Biltstraat 95, Utrecht

van 1990 tot oktober 2012 was het museum gevestigd in de stad Utrecht, in een monumentaal dubbel herenhuis op de hoek van de Kruisstraat en de Biltstraat. Het pand dateert uit 1862. Gedurende de 20e eeuw huisvestte het diverse gemeentelijke diensten. In het museum bevond zich een theaterzaal met 80 stoelen. In oktober 2012 moest het museum sluiten vanwege de financiële situatie. De collectie bleef behouden en wordt beheerd door de Stichting Moluks Historisch Museum, zodat op verschillende manieren de collectie van het Molukse erfgoed toegankelijk blijft. Na een tijdelijke huisvesting in het Moluks Kerkelijk Centrum te Houten is het sinds december 2017 gevestigd in Museum Sophiahof te Den Haag. Het museum werd geopend op 27 juni 2019.